# 盧法縣
6°21′S 145°20′E / 6.350°S 145.333°E
盧法縣（英語：Lufa District），是巴布亞新畿內亞的縣份之一，位於新畿內亞島東部，由東高地省負責管轄，首府設於盧法，面積1,358平方公里，2011年人口61,057，人口密度每平方公里45人。